# Todd Gilliland
Statistiques en NASCAR Cup Series
Dernière mise à jour : 30 novembre 2023 

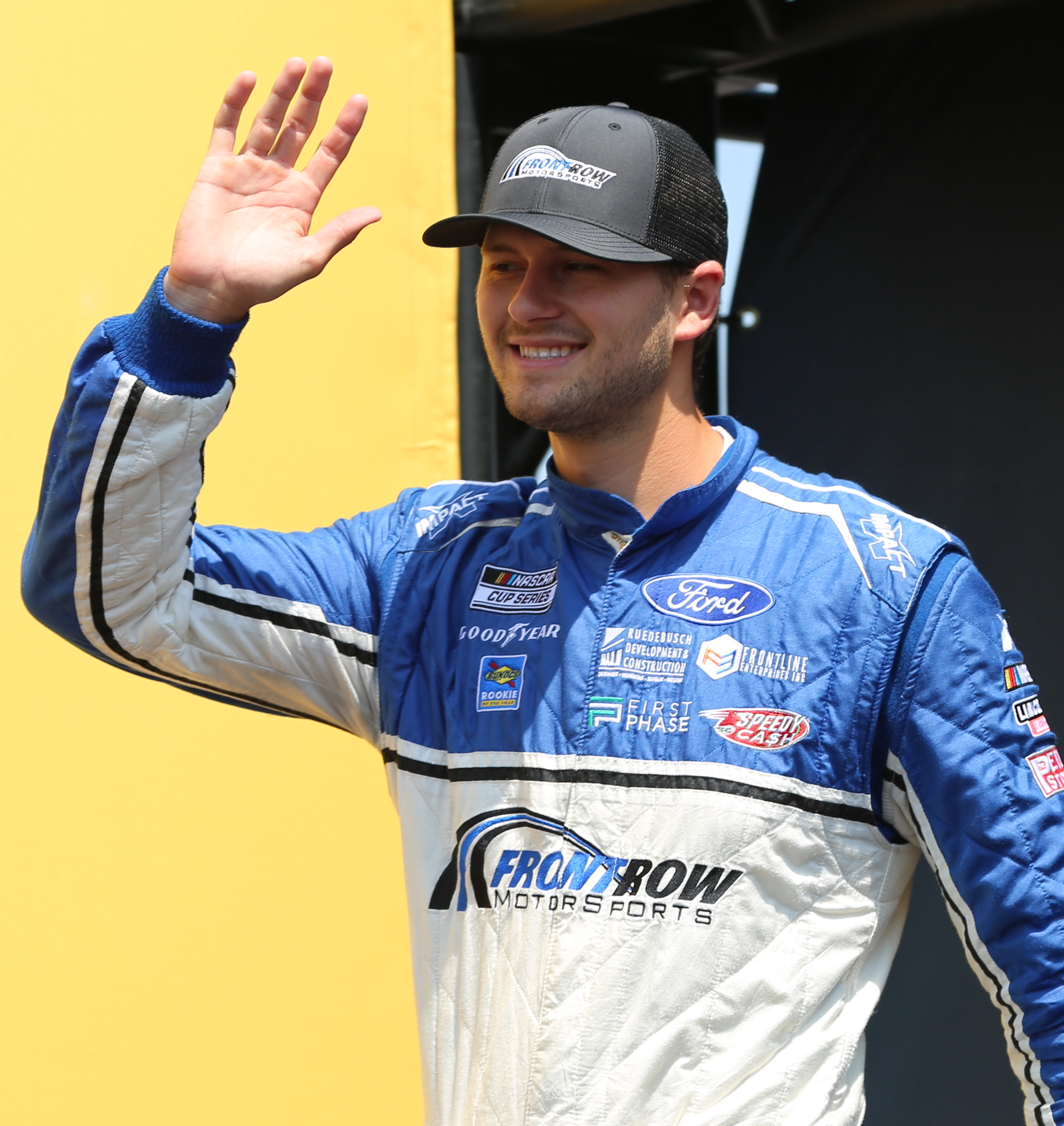
Todd Gilliland au Pocono Raceway en 2022.

Todd Gilliland, est un pilote automobile américain de NASCAR né le 15 mai 2000 à Sherrills Ford en Caroline du Nord.
Il est le fils du propriétaire et pilote de NASCAR David Gilliland.

## Carrière
Depuis la saison 2022, il participe au programme complet du championnat de la NASCAR Cup Series,. En 2023, il pilote les voitures Ford no 36 et 38 de la Front Row Motorsports ainsi que la voiture Ford no 15 de la Rick Ware Racing.
En NASCAR Truck Series, il a participé en programme complet aux saisons 2018 à 2021,, son meilleur classement ayant été une 7e place en 2021 au volant de la Ford no 38 de la Front Row Motorsports.
En 2017, il termine 2e du championnat de la NASCAR K&N Pro Series East en ayant remporté quatre des quatorze courses au programme
,,,.
En 2016 et 2017, il remporte le championnat de la NASCAR K&N Pro Series West, en gagnant chaque fois six des quatorze courses au programme. En 2017, son moins bon classement a été une 8e place lors de la 10e course.
Il n'a jamais piloté en Xfinity Series.

## Palmarès
| Légende  | Légende |
| -------- | --- |
| Gras     | Pole position décernée en fonction du temps réalisé en qualification.                                                                     |
| Italique | Pole position décernée en fonction des points au classement ou des temps aux essais.                                                      |
| *        | Plus grand nombre de tours menés. |
| 01       | Aucun point de championnat car inéligible pour le titre lors de cette saison (le pilote concourt pour le titre dans une autre catégorie). |
| DNQ      | Ne s'est pas qualifié. |

### Titres
- Champion NASCAR K&N Pro Series West en 2016[12] et 2017[12].

### NASCAR Cup Series
| Résultats en NASCAR Cup Series | Résultats en NASCAR Cup Series | Résultats en NASCAR Cup Series | Résultats en NASCAR Cup Series | Résultats en NASCAR Cup Series | Résultats en NASCAR Cup Series | Résultats en NASCAR Cup Series | Résultats en NASCAR Cup Series | Résultats en NASCAR Cup Series | Résultats en NASCAR Cup Series | Résultats en NASCAR Cup Series | Résultats en NASCAR Cup Series | Résultats en NASCAR Cup Series | Résultats en NASCAR Cup Series | Résultats en NASCAR Cup Series | Résultats en NASCAR Cup Series | Résultats en NASCAR Cup Series | Résultats en NASCAR Cup Series | Résultats en NASCAR Cup Series | Résultats en NASCAR Cup Series | Résultats en NASCAR Cup Series | Résultats en NASCAR Cup Series | Résultats en NASCAR Cup Series | Résultats en NASCAR Cup Series | Résultats en NASCAR Cup Series | Résultats en NASCAR Cup Series | Résultats en NASCAR Cup Series | Résultats en NASCAR Cup Series | Résultats en NASCAR Cup Series | Résultats en NASCAR Cup Series | Résultats en NASCAR Cup Series | Résultats en NASCAR Cup Series | Résultats en NASCAR Cup Series | Résultats en NASCAR Cup Series | Résultats en NASCAR Cup Series | Résultats en NASCAR Cup Series | Résultats en NASCAR Cup Series | Résultats en NASCAR Cup Series | Résultats en NASCAR Cup Series | Résultats en NASCAR Cup Series | Résultats en NASCAR Cup Series | Résultats en NASCAR Cup Series |
| ------------------------------ | ------------------------------ | ------------------------------ | ------------------------------ | ------------------------------ | ------------------------------ | ------------------------------ | ------------------------------ | ------------------------------ | ------------------------------ | ------------------------------ | ------------------------------ | ------------------------------ | ------------------------------ | ------------------------------ | ------------------------------ | ------------------------------ | ------------------------------ | ------------------------------ | ------------------------------ | ------------------------------ | ------------------------------ | ------------------------------ | ------------------------------ | ------------------------------ | ------------------------------ | ------------------------------ | ------------------------------ | ------------------------------ | ------------------------------ | ------------------------------ | ------------------------------ | ------------------------------ | ------------------------------ | ------------------------------ | ------------------------------ | ------------------------------ | ------------------------------ | ------------------------------ | ------------------------------ | ------------------------------ | ------------------------------ |
| Année                          | Équipe                         | No.                            | Constructeur                   | 1                              | 2                              | 3                              | 4                              | 5                              | 6                              | 7                              | 8                              | 9                              | 10                             | 11                             | 12                             | 13                             | 14                             | 15                             | 16                             | 17                             | 18                             | 19                             | 20                             | 21                             | 22                             | 23                             | 24                             | 25                             | 26                             | 27                             | 28                             | 29                             | 30                             | 31                             | 32                             | 33                             | 34                             | 35                             | 36                             | Clas.                          | Pts                            |
| 2022                           | Front Row Motorsports          | 38                             | Ford                           | DAY 33                         | CAL 20                         | LVS 23                         | PHO 19                         | ATL 27                         | COA 16                         | RCH 25                         | MAR 30                         | BRD 17                         | TAL 27                         | DOV 28                         | DAR 15                         | KAN 25                         | CLT 16                         | GTW 22                         | SON 24                         | NSH 24                         | ROA 25                         | ATL 17                         | NHA 25                         | POC 25                         | IRC 4                          | MCH 27                         | RCH 27                         | GLN 38                         | DAY 23                         | DAR 28                         | KAN 23                         | BRI 18                         | TEX 28                         | TAL 7                          | ROV 30                         | LVS 25                         | HOM 31                         | MAR 13                         | PHO 29                         | 28e                            | 531                            |
| 2023                           | Front Row Motorsports          | 38                             | Ford                           | DAY 27                         | CAL 17                         | LVS 31                         |                                | ATL 15                         | COA 10                         | RCH 15                         | BRD 8                          | MAR 25                         |                                | DOV 25                         | KAN 24                         | DAR 11                         |                                | GTW 15                         |                                | NSH 35                         | CSC 19                         | ATL 16                         | NHA 21                         | POC 15                         | RCH 25                         | MCH 29                         | IRC 37                         | GLN 11                         | DAY 32                         | DAR 26                         | KAN 25                         | BRI 16                         |                                | TAL 12                         |                                | LVS 27                         | HOM 25                         | MAR 10                         | PHO 30                         | 8e                             | 554                            |
| 2023                           | Front Row Motorsports          | 38                             | Ford                           |                                |                                |                                |                                |                                |                                |                                |                                |                                | TAL 10                         |                                |                                |                                |                                |                                |                                |                                |                                |                                |                                |                                |                                |                                |                                |                                |                                |                                |                                |                                |                                |                                |                                |                                |                                |                                |                                | 8e                             | 554                            |
| 2023                           | Rick Ware Racing               | 15                             | Ford                           |                                |                                |                                | PHO 32                         |                                |                                |                                |                                |                                |                                |                                |                                |                                |                                |                                |                                |                                |                                |                                |                                |                                |                                |                                |                                |                                |                                |                                |                                |                                |                                |                                |                                |                                |                                |                                |                                | 8e                             | 554                            |
| 2023                           | Rick Ware Racing               | 51                             | Ford                           |                                |                                |                                |                                |                                |                                |                                |                                |                                |                                |                                |                                |                                | CLT 33                         |                                | SON 24                         |                                |                                |                                |                                |                                |                                |                                |                                |                                |                                |                                |                                |                                | TEX 35                         |                                | ROV 23                         |                                |                                |                                |                                | 8e                             | 554                            |
| 2024                           | Front Row Motorsports          | 38                             | Ford                           | DAY                            | ATL                            | LVS                            | PHO                            | BRI                            | COA                            | RCH                            | MAR                            | TEX                            | TAL                            | DOV                            | KAN                            | DAR                            | CLT                            | GTW                            | SON                            | IOW                            | NHA                            | NSH                            | CSC                            | POC                            | IND                            | RCH                            | MCH                            | DAY                            | DAR                            | ATL                            | GLN                            | BRI                            | KAN                            | TAL                            | ROV                            | LVS                            | HOM                            | MAR                            | PHO                            | -                              | -                              |
| Résultats au Daytona 500 | Résultats au Daytona 500 | Résultats au Daytona 500 | Résultats au Daytona 500 | Résultats au Daytona 500 |
| ------------------------ | ------------------------ | ------------------------ | ------------------------ | ------------------------ |
| Année                    | L'équipe                 | Fabricant                | Position au              | Position au              |
| Année                    | L'équipe                 | Fabricant                | Départ                   | Arrivée                  |
| 2022                     | Front Row Motorsports    | Ford                     | 29                       | 33                       |
| 2023                     | Front Row Motorsports    | Ford                     | 14                       | 27                       |
| 2024                     | Front Row Motorsports    | Ford                     |                          |                          |
Au 30 novembre 2023, il a participé à 72 courses réparties sur deux saisons.
- En 2024 : Ford no 38 de la Front Row Motorsports
- Résultat saison 2023: 28e[18]
- Meilleur classement en fin de saison : 28e en 2022
- 1re course : Daytona 500 2022 (Daytona)
- Dernière course : NASCAR Cup Series Championship Race de 2023 (à Phoenix)
- Première victoire : -
- Dernière victoire : -
- Victoire(s) : 0
- Top5 : 6
- Top10 : 5
- Pole position : 0

### NASCAR Truck Series
| Résultats en NASCAR Camping World Truck Series | Résultats en NASCAR Camping World Truck Series | Résultats en NASCAR Camping World Truck Series | Résultats en NASCAR Camping World Truck Series | Résultats en NASCAR Camping World Truck Series | Résultats en NASCAR Camping World Truck Series | Résultats en NASCAR Camping World Truck Series | Résultats en NASCAR Camping World Truck Series | Résultats en NASCAR Camping World Truck Series | Résultats en NASCAR Camping World Truck Series | Résultats en NASCAR Camping World Truck Series | Résultats en NASCAR Camping World Truck Series | Résultats en NASCAR Camping World Truck Series | Résultats en NASCAR Camping World Truck Series | Résultats en NASCAR Camping World Truck Series | Résultats en NASCAR Camping World Truck Series | Résultats en NASCAR Camping World Truck Series | Résultats en NASCAR Camping World Truck Series | Résultats en NASCAR Camping World Truck Series | Résultats en NASCAR Camping World Truck Series | Résultats en NASCAR Camping World Truck Series | Résultats en NASCAR Camping World Truck Series | Résultats en NASCAR Camping World Truck Series | Résultats en NASCAR Camping World Truck Series | Résultats en NASCAR Camping World Truck Series | Résultats en NASCAR Camping World Truck Series | Résultats en NASCAR Camping World Truck Series | Résultats en NASCAR Camping World Truck Series | Résultats en NASCAR Camping World Truck Series |
| ---------------------------------------------- | ---------------------------------------------- | ---------------------------------------------- | ---------------------------------------------- | ---------------------------------------------- | ---------------------------------------------- | ---------------------------------------------- | ---------------------------------------------- | ---------------------------------------------- | ---------------------------------------------- | ---------------------------------------------- | ---------------------------------------------- | ---------------------------------------------- | ---------------------------------------------- | ---------------------------------------------- | ---------------------------------------------- | ---------------------------------------------- | ---------------------------------------------- | ---------------------------------------------- | ---------------------------------------------- | ---------------------------------------------- | ---------------------------------------------- | ---------------------------------------------- | ---------------------------------------------- | ---------------------------------------------- | ---------------------------------------------- | ---------------------------------------------- | ---------------------------------------------- | ---------------------------------------------- |
| Année                                          | Équipe                                         | No.                                            | Constructeur                                   | 1                                              | 2                                              | 3                                              | 4                                              | 5                                              | 6                                              | 7                                              | 8                                              | 9                                              | 10                                             | 11                                             | 12                                             | 13                                             | 14                                             | 15                                             | 16                                             | 17                                             | 18                                             | 19                                             | 20                                             | 21                                             | 22                                             | 23                                             | Clas.                                          | Pts                                            |
| 2017                                           | Kyle Busch Motorsports                         | 46                                             | Toyota                                         | DAY                                            | ATL                                            | MAR                                            | KAN                                            | CLT                                            | DOV 20                                         | TEX                                            |                                                |                                                |                                                |                                                |                                                |                                                |                                                |                                                |                                                |                                                |                                                |                                                | MAR 5                                          | TEX                                            |                                                |                                                | 27e                                            | 178                                            |
| 2017                                           | Kyle Busch Motorsports                         | 51                                             | Toyota                                         |                                                |                                                |                                                |                                                |                                                |                                                |                                                | GTW 21                                         | IOW                                            | KEN                                            | ELD                                            | POC                                            | MCH                                            | BRI                                            | MSP 11                                         | CHI                                            | NHA 3                                          | LVS                                            | TAL                                            |                                                |                                                | PHO 7                                          | HOM                                            | 27e                                            | 178                                            |
| 2018                                           | Kyle Busch Motorsports                         | 4                                              | Toyota                                         | DAY                                            | ATL                                            | LVS                                            | MAR 14                                         | DOV 10                                         | KAN                                            | CLT 10                                         | TEX 6*                                         | IOW 29                                         | GTW 2                                          | CHI 16                                         | KEN 7                                          | ELD 22                                         | POC 7                                          | MCH 5                                          | BRI 5                                          | MSP 11                                         | LVS 27                                         | TAL 20                                         | MAR 12                                         | TEX 4*                                         | PHO 17                                         | HOM 13                                         | 10e                                            | 590                                            |
| 2019                                           | Kyle Busch Motorsports                         | 4                                              | Toyota                                         | DAY 19                                         | ATL 9                                          | LVS 7                                          | MAR 15                                         | TEX 14                                         | DOV 15                                         | KAN 3                                          | CLT 7                                          | TEX 27                                         | IOW 10                                         | GTW 2                                          | CHI 6                                          | KEN 17                                         | POC 7                                          | ELD 5                                          | MCH 24                                         | BRI 9                                          | MSP 18                                         | LVS 5                                          | TAL 2                                          | MAR 1                                          | PHO 14                                         | HOM 8                                          | 11e                                            | 723                                            |
| 2020                                           | Front Row Motorsports                          | 38                                             | Ford                                           | DAY 16                                         | LVS 7                                          | CLT 37                                         | ATL 4                                          | HOM 6                                          | POC 4                                          | KEN 10                                         | TEX 27                                         | KAN 10                                         | KAN 20                                         | MCH 5                                          | DRC 33                                         | DOV 4                                          | GTW 24*                                        | DAR 7                                          | RCH 17                                         | BRI 14                                         | LVS 13                                         | TAL 28                                         | KAN 13                                         | TEX 31                                         | MAR 32                                         | PHO 9                                          | 10e                                            | 2141                                           |
| 2021                                           | Front Row Motorsports                          | 38                                             | Ford                                           | DAY 31                                         | DRC 4                                          | LVS 13                                         | ATL 17                                         | BRD 4                                          | RCH 6                                          | KAN 6                                          | DAR 15                                         | COA 1                                          | CLT 5                                          | TEX 7                                          | NSH 2                                          | POC 7                                          | KNX 4                                          | GLN 4                                          | GTW 29                                         | DAR 4                                          | BRI 10                                         | LVS 5*                                         | TAL 3*                                         | MAR 25*                                        | PHO 8                                          |                                                | 7e                                             | 2262                                           |
| 2022                                           | David Gilliland Racing                         | 17                                             | Ford                                           | DAY                                            | LVS                                            | ATL                                            | COA                                            | MAR                                            | BRD                                            | DAR                                            | KAN                                            | TEX                                            | CLT                                            | GTW                                            | SON                                            | KNX 1                                          | NSH                                            | MOH                                            | POC                                            | IRP                                            | RCH                                            | KAN                                            | BRI                                            | TAL                                            | HOM                                            | PHO                                            | 89e                                            | 01                                             |
Au 30 novembre 2023, il a participé à 94 courses réparties sur six saisons (2017-2022) :
- Dernière saison : Voiture Ford no 17 de la David Gilliland Racing en 2022
- Résultat dernière saison : 89e en 2022
- Meilleur classement en fin de saison : 7e en 2021
- Première course : 2017 Bar Harbor 200 (Dover)
- Dernière course : 2022 Clean Harbors 150 (Knoxville)
- Première victoire : 2019 NASCAR Hall of Fame 200 (Martinsville)
- Dernière victoire : 2022 Clean Harbors 150 (Knoxville)
- Victoire(s) : 3
- Top5 : 27
- Top10 : 53
- Pole position : 3

### NASCAR K&N Pro Series East
| Résultats en NASCAR K&N Pro Series East | Résultats en NASCAR K&N Pro Series East | Résultats en NASCAR K&N Pro Series East | Résultats en NASCAR K&N Pro Series East | Résultats en NASCAR K&N Pro Series East | Résultats en NASCAR K&N Pro Series East | Résultats en NASCAR K&N Pro Series East | Résultats en NASCAR K&N Pro Series East | Résultats en NASCAR K&N Pro Series East | Résultats en NASCAR K&N Pro Series East | Résultats en NASCAR K&N Pro Series East | Résultats en NASCAR K&N Pro Series East | Résultats en NASCAR K&N Pro Series East | Résultats en NASCAR K&N Pro Series East | Résultats en NASCAR K&N Pro Series East | Résultats en NASCAR K&N Pro Series East | Résultats en NASCAR K&N Pro Series East | Résultats en NASCAR K&N Pro Series East | Résultats en NASCAR K&N Pro Series East | Résultats en NASCAR K&N Pro Series East |
| --------------------------------------- | --------------------------------------- | --------------------------------------- | --------------------------------------- | --------------------------------------- | --------------------------------------- | --------------------------------------- | --------------------------------------- | --------------------------------------- | --------------------------------------- | --------------------------------------- | --------------------------------------- | --------------------------------------- | --------------------------------------- | --------------------------------------- | --------------------------------------- | --------------------------------------- | --------------------------------------- | --------------------------------------- | --------------------------------------- |
| Année                                   | Équipe                                  | No.                                     | Constructeur                            | 1                                       | 2                                       | 3                                       | 4                                       | 5                                       | 6                                       | 7                                       | 8                                       | 9                                       | 10                                      | 11                                      | 12                                      | 13                                      | 14                                      | Clas.                                   | Pts                                     |
| 2016                                    | Bill McAnally Racing                    | 16                                      | Toyota                                  | NSM 1*                                  | MOB                                     | GRE                                     | BRI 9                                   | VIR                                     | DOM                                     | STA 5                                   | COL 7                                   | NHA 2                                   | IOW                                     | GLN                                     | GRE                                     | NJM                                     | DOV                                     | 20e                                     | 202                                     |
| 2017                                    | Bill McAnally Racing                    | 16                                      | Toyota                                  | NSM 9                                   | GRE 3                                   | BRI 8                                   | SBO 3                                   | SBO 2                                   | MEM 8                                   | BLN 1                                   | THO 2*                                  | NHA 1*                                  | IOW 1*                                  | GLN 2                                   | LGY 1                                   | NJM 2                                   | DOV 13                                  | 2e                                      | 585                                     |
| 2018                                    | DGR-Crosley                             | 54                                      | Toyota                                  | NSM 1*                                  |                                         |                                         |                                         |                                         |                                         |                                         |                                         |                                         |                                         |                                         |                                         |                                         | DOV 14                                  | 22e                                     | 127                                     |
| 2018                                    | DGR-Crosley                             | 98                                      | Toyota                                  |                                         | BRI 1*                                  | LGY                                     | SBO                                     | SBO                                     | MEM                                     | NJM                                     | THO                                     | NHA                                     | IOW                                     | GLN                                     | GTW                                     | NHA                                     |                                         | 22e                                     | 127                                     |
| 2019                                    | Bill McAnally Racing                    | 19                                      | Toyota                                  | NSM                                     | BRI                                     | SBO                                     | SBO                                     | MEM 8                                   | NHA                                     | IOW                                     | GLN                                     | BRI                                     | GTW                                     | NHA                                     |                                         |                                         |                                         | 23e                                     | 77                                      |
| 2019                                    | DGR-Crosley                             | 54                                      | Toyota                                  |                                         |                                         |                                         |                                         |                                         |                                         |                                         |                                         |                                         |                                         |                                         | DOV 3                                   |                                         |                                         | 23e                                     | 77                                      |
Au 30 novembre 2023, il a participé à 24 courses réparties sur quatre saisons (2016-2019) :
- Dernière saison : Voitures Toyota no 19 de la Bill McAnally Racing et no 54 de la DGR-Crosley en 2019
- Résultat dernière saison : 23e en 2019
- Meilleur classement en fin de saison : 2e en 2017
- Victoire(s) : 7
- Top5 : 16
- Top10 : 22
- Pole position : 2

### NASCAR K&N Pro Series West
| Résultats en NASCAR K&N Pro Series West | Résultats en NASCAR K&N Pro Series West | Résultats en NASCAR K&N Pro Series West | Résultats en NASCAR K&N Pro Series West | Résultats en NASCAR K&N Pro Series West | Résultats en NASCAR K&N Pro Series West | Résultats en NASCAR K&N Pro Series West | Résultats en NASCAR K&N Pro Series West | Résultats en NASCAR K&N Pro Series West | Résultats en NASCAR K&N Pro Series West | Résultats en NASCAR K&N Pro Series West | Résultats en NASCAR K&N Pro Series West | Résultats en NASCAR K&N Pro Series West | Résultats en NASCAR K&N Pro Series West | Résultats en NASCAR K&N Pro Series West | Résultats en NASCAR K&N Pro Series West | Résultats en NASCAR K&N Pro Series West | Résultats en NASCAR K&N Pro Series West | Résultats en NASCAR K&N Pro Series West | Résultats en NASCAR K&N Pro Series West |
| --------------------------------------- | --------------------------------------- | --------------------------------------- | --------------------------------------- | --------------------------------------- | --------------------------------------- | --------------------------------------- | --------------------------------------- | --------------------------------------- | --------------------------------------- | --------------------------------------- | --------------------------------------- | --------------------------------------- | --------------------------------------- | --------------------------------------- | --------------------------------------- | --------------------------------------- | --------------------------------------- | --------------------------------------- | --------------------------------------- |
| Année                                   | Équipe                                  | No.                                     | Constructeur                            | 1                                       | 2                                       | 3                                       | 4                                       | 5                                       | 6                                       | 7                                       | 8                                       | 9                                       | 10                                      | 11                                      | 12                                      | 13                                      | 14                                      | Clas.                                   | Pts                                     |
| 2015                                    | Bill McAnally Racing                    | 16                                      | Toyota                                  | KCR                                     | IRW                                     | TUS                                     | IOW                                     | SHA                                     | SON                                     | SLS                                     | IOW                                     | EVG                                     | CNS                                     | MER                                     | AAS                                     | PHO 1                                   |                                         | 70e                                     | 17                                      |
| 2016                                    | Bill McAnally Racing                    | 16                                      | Toyota                                  | IRW 1                                   | KCR 1*                                  | TUS 2                                   | OSS 4                                   | CNS 2                                   | SON 24                                  | SLS 1                                   | IOW 1*                                  | EVG 1*                                  | DCS 6*                                  | MMP 2                                   | MMP 2                                   | MER 1                                   | AAS 8                                   | 1er                                     | 594                                     |
| 2017                                    | Bill McAnally Racing                    | 16                                      | Toyota                                  | TUS 2                                   | KCR 1                                   | IRW 1*                                  | IRW 1*                                  | SPO 1*                                  | OSS 6                                   | CNS 3*                                  | SON 6                                   | IOW 1*                                  | EVG 8                                   | DCS 1                                   | MER 2*                                  | AAS 2                                   | KCR 2                                   | 1er                                     | 610                                     |
Au 30 novembre 2023, il a participé à 29 courses réparties sur trois saisons (2015-2017) :
- Dernière saison : Voiture Toyota no 16 de la Bill McAnally Racing
- Résultat dernière saison : 1er en 2017
- Meilleur classement en fin de saison : 1er en 2016 et 2017
- Victoire(s) : 13
- Top5 : 23
- Top10 : 27
- Pole position : 13

### ARCA Menards Series
| Résultats en ARCA Menards Series | Résultats en ARCA Menards Series | Résultats en ARCA Menards Series | Résultats en ARCA Menards Series | Résultats en ARCA Menards Series | Résultats en ARCA Menards Series | Résultats en ARCA Menards Series | Résultats en ARCA Menards Series | Résultats en ARCA Menards Series | Résultats en ARCA Menards Series | Résultats en ARCA Menards Series | Résultats en ARCA Menards Series | Résultats en ARCA Menards Series | Résultats en ARCA Menards Series | Résultats en ARCA Menards Series | Résultats en ARCA Menards Series | Résultats en ARCA Menards Series | Résultats en ARCA Menards Series | Résultats en ARCA Menards Series | Résultats en ARCA Menards Series | Résultats en ARCA Menards Series | Résultats en ARCA Menards Series | Résultats en ARCA Menards Series | Résultats en ARCA Menards Series | Résultats en ARCA Menards Series | Résultats en ARCA Menards Series |
| -------------------------------- | -------------------------------- | -------------------------------- | -------------------------------- | -------------------------------- | -------------------------------- | -------------------------------- | -------------------------------- | -------------------------------- | -------------------------------- | -------------------------------- | -------------------------------- | -------------------------------- | -------------------------------- | -------------------------------- | -------------------------------- | -------------------------------- | -------------------------------- | -------------------------------- | -------------------------------- | -------------------------------- | -------------------------------- | -------------------------------- | -------------------------------- | -------------------------------- | -------------------------------- |
| Année                            | Équipe                           | No.                              | Constructeur                     | 1                                | 2                                | 3                                | 4                                | 5                                | 6                                | 7                                | 8                                | 9                                | 10                               | 11                               | 12                               | 13                               | 14                               | 15                               | 16                               | 17                               | 18                               | 19                               | 20                               | Clas.                            | Pts                              |
| 2015                             | Venturini Motorsports            | 55                               | Toyota                           | DAY                              | MOB                              | NSH                              | SLM                              | TAL                              | TOL 1                            | NJE                              | POC                              | MCH                              | CHI                              | WIN                              | IOW 9                            | IRP                              | POC                              | BLN                              | ISF                              | DSF                              | SLM                              | KEN                              | KAN                              | 53e                              | 420                              |
| 2018                             | DGR-Crosley                      | 54                               | Toyota                           | DAY                              | NSH                              | SLM                              | TAL                              | TOL                              | CLT 4*                           | POC                              | MCH                              | MAD                              | GTW                              | CHI 3                            | IOW                              | ELK                              | POC 6                            | ISF                              | BLN                              | DSF                              | SLM                              | IRP                              | KAN 22                           | 25e                              | 830                              |
| 2019                             | DGR-Crosley                      | 4                                | Toyota                           | DAY 2                            | FIF                              | SLM                              | TAL 1                            | NSH                              | TOL                              | CLT                              | POC                              | MCH                              | MAD                              | GTW                              | CHI                              | ELK                              | IOW                              |                                  |                                  |                                  |                                  |                                  |                                  | 28e                              | 595                              |
| 2019                             | Joe Gibbs Racing                 | 18                               | Toyota                           |                                  |                                  |                                  |                                  |                                  |                                  |                                  |                                  |                                  |                                  |                                  |                                  |                                  |                                  | POC 2*                           | ISF                              | DSF                              | SLM                              | IRP                              | KAN                              | 28e                              | 595                              |
Au 30 novembre 2023, il a participé à 9 courses réparties sur trois saisons (2015, 2018-2019) :
- Dernière saison : Voitures Toyota no 18 de la Joe Gibbs Racing et no 4 de la DGR-Crosley en 2019
- Résultat dernière saison : 28e en 2019
- Meilleur classement en fin de saison : 25e en 2018
- Victoire(s) : 2
- Top5 : 6
- Top10 : 8
- Pole position : 2

### ARCA Menards Series West
| Résultats en ARCA Menards Series West | Résultats en ARCA Menards Series West | Résultats en ARCA Menards Series West | Résultats en ARCA Menards Series West | Résultats en ARCA Menards Series West | Résultats en ARCA Menards Series West | Résultats en ARCA Menards Series West | Résultats en ARCA Menards Series West | Résultats en ARCA Menards Series West | Résultats en ARCA Menards Series West | Résultats en ARCA Menards Series West | Résultats en ARCA Menards Series West | Résultats en ARCA Menards Series West | Résultats en ARCA Menards Series West | Résultats en ARCA Menards Series West | Résultats en ARCA Menards Series West | Résultats en ARCA Menards Series West | Résultats en ARCA Menards Series West | Résultats en ARCA Menards Series West | Résultats en ARCA Menards Series West |
| ------------------------------------- | ------------------------------------- | ------------------------------------- | ------------------------------------- | ------------------------------------- | ------------------------------------- | ------------------------------------- | ------------------------------------- | ------------------------------------- | ------------------------------------- | ------------------------------------- | ------------------------------------- | ------------------------------------- | ------------------------------------- | ------------------------------------- | ------------------------------------- | ------------------------------------- | ------------------------------------- | ------------------------------------- | ------------------------------------- |
| Année                                 | Équipe                                | No.                                   | Constructeur                          | 1                                     | 2                                     | 3                                     | 4                                     | 5                                     | 6                                     | 7                                     | 8                                     | 9                                     | 10                                    | 11                                    | 12                                    | 13                                    | 14                                    | Clas.                                 | Pts                                   |
| 2020                                  | DGR-Crosley                           | 54                                    | Ford                                  | LVS                                   | MMP                                   | MMP                                   | IRW                                   | EVG                                   | DCS                                   | CNS                                   | LVS                                   | AAS                                   | KCR                                   | PHO 4                                 |                                       |                                       |                                       | 21e                                   | 90                                    |

Au 30 novembre 2023, il a participé à 1 course :
- Saison 2020 : Voitures Ford no 54 de la DGR-Crosley
- Résultat : 21e
- Victoire(s) : 0
- Top5 : 1
- Top10 : 1
- Pole position : 0

## Référence
1. ↑  (en-US) « Todd Gilliland Bio Information - NASCAR », sur FOX Sports (consulté le 14 mai 2023).
2. ↑  (en-US) « David Gilliland NASCAR Driver Profile - Betting Odds, Stats, Bio », sur World Sports Network (consulté le 14 mai 2023).
3. ↑  (en-US) « Front Row Motorsports sets 2022 driver lineup | NASCAR », sur Official Site Of NASCAR, 30 novembre 2021 (consulté le 30 novembre 2021).
4. 1 2  (en-US) « 38 Todd Gilliland », 2023 (consulté le 14 mai 2023).
5. ↑  (en-US) Daniel McFadin, « Todd Gilliland to drive No. 4 for Kyle Busch Motorsports; father to fill-in at Daytona », sur NASCAR Talk | NBC Sports, 17 janvier 2018 (consulté le 14 mai 2023).
6. ↑  (en-US) « Gilliland takes Martinsville for 1st Truck Series win », sur ESPN.com, 26 octobre 2019 (consulté le 14 mai 2023).
7. ↑  (en-US) « Gilliland takes command late to win Truck Series' inaugural race at COTA », sur NASCAR.com, 22 mai 2021 (consulté le 14 mai 2022).
8. ↑  (en-US) RJ Kraft, « Thrilling K&N Pro Series East battle a sign of things to come », sur nascar.com, septembre 2017 (consulté le 14 mai 2023).
9. ↑  (en-US) Souza Kyle, « Todd Gilliland Edges Harrison Burton In A Win For The Ages – NASCAR Home Tracks », sur hometracks.nascar.com, 12 février 2018 (consulté le 15 mai 2018).
10. ↑  (en-US) Segal Davey, « Todd Gilliland Conquers Bristol For 20th Win », sur hometracks.nascar.com, 14 avril 2018 (consulté le 15 mai 2018).
11. ↑  (en-US) « Driver Season Stats », sur Racing-Reference (consulté le 14 mai 2023).
12. 1 2 3  (en-US) « Todd Gilliland – 2016 NASCAR K&N Pro Series West Results », sur Racing-Reference (consulté le 14 mai 2023).
13. ↑  (en-US) « Todd Gilliland – 2017 NASCAR K&N Pro Series West Results », sur Racing-Reference (consulté le 14 mai 2023).
14. ↑  (en-US) « Gilliland Wins NASCAR K&N Pro Series West Championship », sur K&N Engineering (consulté le 14 mai 2023)
15. ↑  (en-US) Davey Segal, « Todd Gilliland wins back-to-back NASCAR K&N West championships », sur Autoweek, 5 novembre 2017 (consulté le 14 mai 2023).
16. 1 2  (en-US) « Todd Gilliland, 17, wins second consecutive NASCAR K&N West title », sur www.motorsport.com (consulté le 14 mai 2023).
17. 1 2 3 4 5 6  (en-US) « Driver », sur Racing-Reference (consulté le 30 novembre 2023).
18. ↑  (en-US) « Standings », sur Racing-Reference (consulté le 14 mars 2023).